# Georg Alexander von Müller
Georg Alexander von Müller, född 24 mars 1854, död 18 april 1940, var en tysk sjömilitär.
Müller inträdde i marinen 1871, blev kommendör 1899, konteramiral 1905, viceamiral 1907 och amiral 1910. Han var 1900-05 avdelningschef vid och 1906-18 chef för marinkabinettet. 1902 blev han flygeladjutant och 1907 generaladjutant hos Vilhelm II. Müller hade stort inflytande över kejsaren och var under första världskriget stark motståndrare till det oinskränkta ubåtskriget, varigenom han kom i konflikt med storamiral Alfred von Tirpitz.